# ناحیه فرنده
ناحیه فرنده (به عربی: دائرة فرندة) یک ناحیه در الجزایر است که در استان تیارت واقع شده‌است.